# Dimas Morales
Dimas Ezequiel Morales (Mar del Plata, 22 de junio de 1994) es un futbolista argentino. Juega como centrocampista en el Club Atlético Mar del Plata.

## Estadísticas
Actualizado al 06 de noviembre de 2016
| Atlético de Rafaela Argentina | 1.ª                 | 2012-13             | 0  | 0 | 0 | 1 | 0 | 0 | — | — | — | 1  | 0 | 0 |
| Atlético de Rafaela Argentina | 1.ª                 | 2013-14             | 1  | 0 | 0 | 0 | 0 | 0 | — | — | — | 1  | 0 | 0 |
| Atlético de Rafaela Argentina | 1.ª                 | 2014                | 0  | 0 | 0 | 0 | 0 | 0 | — | — | — | 0  | 0 | 0 |
| Atlético de Rafaela Argentina | 1.ª                 | 2015                | 9  | 0 | 0 | 1 | 0 | 0 | — | — | — | 10 | 0 | 0 |
| Atlético de Rafaela Argentina | Total               | Total               | 10 | 0 | 0 | 2 | 0 | 0 | — | — | — | 12 | 0 | 0 |
| Santamarina Argentina | 2.ª                 | 2015                | 0  | 0 | 0 | 0 | 0 | 0 | — | — | — | 0  | 0 | 0 |
| Santamarina Argentina | 2.ª                 | 2016                | 0  | 0 | 0 | 0 | 0 | 0 | — | — | — | 0  | 0 | 0 |
| Santamarina Argentina | Total               | Total               | 0  | 0 | 0 | 0 | 0 | 0 | — | — | — | 0  | 0 | 0 |
| Ferro Argentina | 2.ª                 | 2016-17             | 6  | 0 | 0 | 0 | 0 | 0 | — | — | — | 6  | 0 | 0 |
| Ferro Argentina | Total               | Total               | 6  | 0 | 0 | 0 | 0 | 0 | — | — | — | 6  | 0 | 0 |
| Total en su carrera | Total en su carrera | Total en su carrera | 16 | 0 | 0 | 2 | 0 | 0 | 0 | 0 | 0 | 18 | 0 | 0 |
| (1) La copa nacional se refiere a la Copa Argentina y Supercopa Argentina . (2) La copa internacional se refiere a la Copa Sudamericana, Recopa Sudamericana, Copa Libertadores y Copa Suruga Bank. (3) Promedio de goles recibidos por partidos no incluye goles recibidos en partidos amistosos. |                     |                     |    |   |   |   |   |   |   |   |   |    |   |   |